# Liste der Baudenkmäler im Bonner Ortsteil Dransdorf
Die folgende Liste enthält in der Denkmalliste ausgewiesene Baudenkmäler auf dem Gebiet des Bonner Ortsteils Dransdorf im Stadtbezirk Bonn.
Hinweis: Die Reihenfolge der Denkmäler in dieser Liste orientiert sich an den Straßennamen und ist alternativ nach Hausnummern, Denkmallistennummer oder Bezeichnung sortierbar.
Basis ist die offizielle Denkmalliste der Stadt Bonn (Stand: 15. Januar 2021), die von der Unteren Denkmalbehörde geführt wird. Grundlage für die Aufnahme in die Denkmalliste ist das Denkmalschutzgesetz Nordrhein-Westfalens.
| Bild                                  | Bezeichnung                           | Lage                        | Beschreibung                               | Bauzeit             | Eingetragen seit | Denkmal- nummer |
| ------------------------------------- | ------------------------------------- | --------------------------- | ------------------------------------------ | ------------------- | ---------------- | --------------- |
| BW                                    |                                       | Grootestraße 11 Karte       |                                            |                     |                  | A 4137          |
| weitere Bilder                        | Fachwerkwohngebäude                   | Grootestraße 13 Karte       | Denkmalgeschützt: einschließlich Holzkreuz | 18. Jahrhundert:184 |                  | A 246           |
| Zentralkreuz 1896, Friedhof Dransdorf | Zentralkreuz 1896, Friedhof Dransdorf | Römerweg Karte              |                                            | 1896                |                  | A 3276          |
| weitere Bilder                        | „Dransdorfer Burg mit Kapelle“        | Siemensstraße 246–248 Karte |                                            | 1742                |                  | A 1918          |